# 1240
Évszázadok: 12. század – 13. század – 14. század
Évtizedek: 1190-es évek – 1200-as évek – 1210-es évek – 1220-as évek – 1230-as évek – 1240-es évek – 1250-es évek – 1260-as évek – 1270-es évek – 1280-as évek – 1290-es évek
Évek: 1235 – 1236 – 1237 – 1238 –  1239 – 1240 – 1241 – 1242 – 1243 – 1244 – 1245

## Események

### Határozott dátumú események
- július 9. – Benedek budai prépost tölti be a királyi kancellári tisztséget. (Hivatalát egészen haláláig, 1261-ig megtartotta.)[1]
- július 15. – A novgorodiak legyőzik a svédeket a névai csatában.[2]
- december 6. – Batu kán tatár serege beveszi Kijevet.[3]

### Határozatlan dátumú események
- ősz – Maga IV. Béla magyar király szemlézi a Keleti-Kárpátok hágóit és rendeli el azok – mongolokkal szembeni – megerősítését. (A következő év elején Tomaj Dénes nádort küldi a keleti határok védelmének megszervezésére.)[4]
- az év folyamán – A német lovagok Novgorod meghódítására indulnak.

## Születések
- XI. Benedek pápa († 1304)

## Halálozások
- április 11. – Llywelyn Fawr ap Iorwerth, a walesi Gwynedd uralkodója (* 1173)
- május 11. – Jacques de Vitry, francia teológus, történész, bíboros (* 1160/70)
- május 24. – Skule Bårdsson, norvég trónkövetelő (* 1189 körül)
- július 24. – Türingiai Konrád, a Német Lovagrend 5. nagymestere (* 1206/07)
- november 10. – Ibn al-Arabi, andalúziai szúfi misztikus és filozófus (* 1165)
- november 16. – Edmund Rich, angol teológus és filozófus (* 1170/80)
- december 4. – Konstancia cseh királyné, I. Ottokár cseh király felesége, III. Béla magyar király és Châtillon Anna másodszülött leánya (* 1180)

Bizonytalan dátum
- William de Warenne, Surrey 5. grófja (* 1166)